# Rennie Airth
Pour les articles homonymes, voir Rennie.
Rennie Airth, né à Johannesbourg en 1935, est un écrivain sud-africain, auteur de roman policier. Il remporte le Grand prix de littérature policière en 2000 avec le roman policier historique Un fleuve de ténèbres.

## Biographie
Correspondant de l'agence Reuters, il a couvert des événements politiques aux quatre coins du monde.
Il amorce sa carrière littéraire en 1969 par la publication de Rapt (Snatch!), un récit policier humoristique qui sera adapté au cinéma en 1976 par Claude Pinoteau sous le titre Le Grand Escogriffe.
Il faut attendre 1981 pour que Rennie Airth publie un deuxième roman, Once a Spy, un récit d'espionnage, puis encore dix ans pour qu'il donne, avec Un fleuve de ténèbres, le premier titre d'une série de quatre thrillers historiques ayant pour héros l'inspecteur John Madden. Située en Angleterre, dans le Surrey, au début des années 1920, l'intrigue est centrée sur l'enquête de l'assassinat d'un colonel, de son épouse et de leurs domestiques dans une somptueuse demeure. Alors que tout laisse croire que le coupable est un cambrioleur, Madden croit qu'il s'agit plutôt d'une vengeance sordide perpétrée par un ancien soldat de la Première Guerre mondiale. Il remporte le Grand prix de littérature policière en 2000 avec ce roman.

## Œuvre

### Romans

#### SérieInspecteur John Madden
- River of Darkness (1999) Publié en français sous le titre Un fleuve de ténèbres, traduit par Jean Rosenthal, Paris, Éditions de Fallois, 2000 ; réédition, Paris, Le Livre de poche no 17197, 2001
- The Blood-Dimmed Tide (2003) Publié en français sous le titre La Marée sanglante, traduit par Jean Rosenthal, Paris, Éditions de Fallois, 2005 ; réédition, Paris, Le Livre de poche no 37220, 2007
- The Dead of Winter (2009)
- The Reckoning (2014)
- The Death of Kings (2017)
- The Decent Inn of Death (2020)

#### Autres romans
- Snatch! (1969) Publié en français sous le titre Rapt, traduit par Jean Rosenthal, Paris, Robert Laffont, « Best-sellers », 1970
- Once a Spy (1981)
- Cold Kill (2020)

## Adaptation cinématographique
- 1976 : Le Grand Escrogriffe, film français réalisé par Claude Pinoteau, avec Yves Montand, Agostina Belli et Claude Brasseur, adaptation du roman Rapt.

## Prix et récompenses

### Prix
- Grand prix de littérature policière 2000 pour Un fleuve de ténèbres[1].

### Nominations
- Prix Edgar-Allan-Poe 2000 du meilleur roman pour River of Darkness  (Un fleuve de ténèbres)[2]
- Prix Anthony 2000 du meilleur roman pour River of Darkness  (Un fleuve de ténèbres)[3]
- Prix Barry 2000 du meilleur roman britannique  pour River of Darkness  (Un fleuve de ténèbres)[4]
- Prix Historical Dagger 2000 pour River of Darkness  (Un fleuve de ténèbres)[5]
- Prix Macavity 2000 du meilleur roman pour River of Darkness  (Un fleuve de ténèbres)[6]
- Prix Dilys 2000 pour River of Darkness  (Un fleuve de ténèbres)[7]
- Prix Barry 2006 du meilleur roman britannique  pour The Blood-Dimmed Tide[4]
- Prix Historical Dagger 2009 pour The Dead of Winter[5]

## Sources
- Claude Mesplède (dir.), Dictionnaire des littératures policières, vol. 1 : A - I, Nantes, Joseph K, coll. « Temps noir », 2007, 1054 p. (ISBN 978-2-910-68644-4, OCLC 315873251), p. 43.